# Bahir Dar

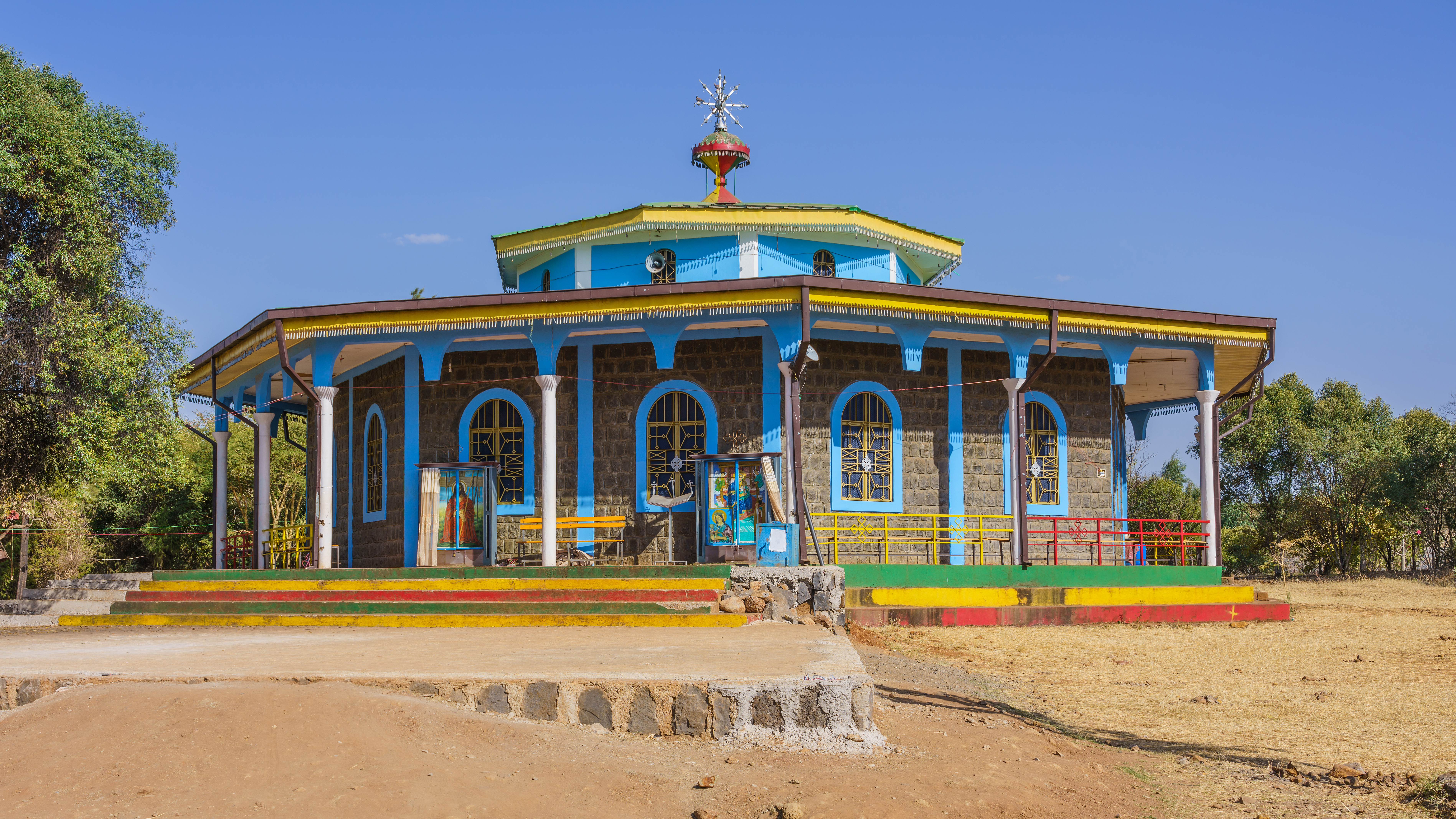
Església a Bahir Dar

Bahir Dar és una ciutat situada al nord-oest d'Etiòpia i és cabdal de la regió administrativa d'Amhara (kilil). La ciutat se situa en la riba meridional del llac Tana, la font del Nil Blau (o riu Abay), en l'antigament coneguda com a província de Gojjam. Es troba a 1700 msnm. La seva població és de 177.428 habitants (2006). La ciutat està aproximadament a 310 km al nord-oest d'Addis Abeba. Les línies aèries etíops (Ethiopian Airlines) operen entre les 2 ciutats. Les cascades del Nil Blau estan situades a uns 30 km al sud.